# Opłata ewidencyjna
Opłata ewidencyjna – opłata pobierana przy rejestracji samochodu oraz przy ubezpieczaniu go.
Opłatę ewidencyjną uiszcza się gotówką w kasie lub na rachunek bankowy organu lub podmiotu zobowiązanego do jej pobrania. Wysokość każdej opłaty ewidencyjnej, nie może przekroczyć równowartości 0,5 € w zł ustalonej przy zastosowaniu kursu średniego ogłoszonego przez Narodowy Bank Polski obowiązującego w dniu wydania rozporządzenia Ministra Spraw Wewnętrznych i Administracji.
Opłaty ewidencyjne pobierane są za:
- wydanie dowodu rejestracyjnego,
- wydanie pozwolenia czasowego
- wydanie zalegalizowanych tablic rejestracyjnych,
- wydanie dokumentu stwierdzającego uprawnienie do kierowania pojazdem,
- za wymianę, na podstawie art. 150 ust. 1 ustawy prawo o ruchu drogowym, prawa jazdy lub innego dokumentu uprawniającego do kierowania pojazdami lub potwierdzającego dodatkowe kwalifikacje i wymagania dla kierującego pojazdem
- wpisanie do dowodu rejestracyjnego pojazdu przez uprawnionego diagnostę kolejnego terminu badania technicznego pojazdu,